# كيزون (مدينة)
مدينة كويزون (بالإنجليزية: Quezon City) هي أحدى المدن في العاصمة مانيلا التي تحوي عل  4 مدن رئيسية و 13 بلدية مستقلة ومن هذه المدن كويزون وكانت عاصمة للفلبين من عام 1948 م إلى عام 1976 م وتتميز بجمالها ومبانيها وشوارعها الجميلة وبجامعتها الشهيرة جامعة الفلبين، سميت المدينة بهذا الاسم نسبة إلى مانويل كويزون (1878 - 1944 م) السياسي الفلبيني الذي دفن فيها.
وقد تعلم في هذه المدينة السياسي المناضل الشهير إدريس الزامل والذي عرف بكفاحه ضد الاحتلال الصهيوني في فلسطين .
كويزون سيتي (الفلبين : Lungsod كويزون)، هي العاصمة السابقة (1948-1976)، والمدينة الأكثر اكتظاظا بالسكان في الفلبين. تقع في جزيرة لوزون، كويزون سيتي (المعروف شعبيا للفلبينيين مجرد مراقبة الجودة) هي واحدة من المدن والبلديات التي تشكل مترو مانيلا، العاصمة الوطنية الإقليم. وأطلق على المدينة بعد مانويل كويزون، والرئيس السابق للرابطة في الفلبين الذي أسس المدينة وتطويره ليحل محل مانيلا عاصمة للبلاد. غير موجود في مدينة كويزون، وينبغي عدم الخلط بين مقاطعة كويزون، الذي كان اسمه أيضا بعد الرئيس.
وبعد أن كانت العاصمة السابقة، توجد العديد من مكاتب الحكومة في المدينة، بما في ذلك بامبانسا Batasang، مقر مجلس النواب، وهو مجلس النواب في الكونغرس الفلبيني. الحرم الجامعي الرئيسي للجامعتين الجدير بالذكر، أتينيو دي مانيلا وجامعة في البلاد، الجامعة الوطنية وجامعة الفلبين، ديليمان، ويقع في المدينة مبنى كويزون التذكاري.

## المناخ
يظهر الجدول التالي التغييرات المناخية على مدار السنة لكيزون:
| البيانات المناخية لـكيزون         | البيانات المناخية لـكيزون | البيانات المناخية لـكيزون | البيانات المناخية لـكيزون | البيانات المناخية لـكيزون | البيانات المناخية لـكيزون | البيانات المناخية لـكيزون | البيانات المناخية لـكيزون | البيانات المناخية لـكيزون | البيانات المناخية لـكيزون | البيانات المناخية لـكيزون | البيانات المناخية لـكيزون | البيانات المناخية لـكيزون | البيانات المناخية لـكيزون |
| الشهر                             | يناير                     | فبراير                    | مارس                      | أبريل                     | مايو                      | يونيو                     | يوليو                     | أغسطس                     | سبتمبر                    | أكتوبر                    | نوفمبر                    | ديسمبر                    | المعدل السنوي             |
| --------------------------------- | ------------------------- | ------------------------- | ------------------------- | ------------------------- | ------------------------- | ------------------------- | ------------------------- | ------------------------- | ------------------------- | ------------------------- | ------------------------- | ------------------------- | ------------------------- |
| الدرجة القصوى °م (°ف)             | 34.7 (94.5)               | 35.6 (96.1)               | 36.8 (98.2)               | 38.0 (100.4)              | 38.5 (101.3)              | 38.0 (100.4)              | 36.2 (97.2)               | 35.8 (96.4)               | 35.4 (95.7)               | 35.4 (95.7)               | 35.0 (95.0)               | 34.7 (94.5)               | 38.5 (101.3)              |
| متوسط درجة الحرارة الكبرى °م (°ف) | 29.7 (85.5)               | 30.5 (86.9)               | 31.6 (88.9)               | 33.3 (91.9)               | 34.7 (94.5)               | 33.9 (93.0)               | 32.4 (90.3)               | 32.2 (90.0)               | 32.0 (89.6)               | 31.5 (88.7)               | 30.9 (87.6)               | 29.8 (85.6)               | 31.8 (89.2)               |
| المتوسط اليومي °م (°ف)            | 25.2 (77.4)               | 25.5 (77.9)               | 26.9 (80.4)               | 28.5 (83.3)               | 29.7 (85.5)               | 29.7 (85.5)               | 28.9 (84.0)               | 28.8 (83.8)               | 28.5 (83.3)               | 27.7 (81.9)               | 26.5 (79.7)               | 25.6 (78.1)               | 27.6 (81.7)               |
| متوسط درجة الحرارة الصغرى °م (°ف) | 20.8 (69.4)               | 20.9 (69.6)               | 22.1 (71.8)               | 23.7 (74.7)               | 24.7 (76.5)               | 25.5 (77.9)               | 26.2 (79.2)               | 26.0 (78.8)               | 25.6 (78.1)               | 23.9 (75.0)               | 22.1 (71.8)               | 21.4 (70.5)               | 23.1 (73.6)               |
| أدنى درجة حرارة °م (°ف)           | 15.5 (59.9)               | 15.1 (59.2)               | 14.9 (58.8)               | 17.2 (63.0)               | 17.8 (64.0)               | 18.1 (64.6)               | 17.7 (63.9)               | 17.8 (64.0)               | 20.0 (68.0)               | 18.6 (65.5)               | 15.6 (60.1)               | 15.1 (59.2)               | 14.9 (58.8)               |
| معدل هطول الأمطار مم (إنش)        | 18.5 (0.73)               | 14.6 (0.57)               | 24.8 (0.98)               | 40.4 (1.59)               | 186.7 (7.35)              | 316.5 (12.46)             | 493.3 (19.42)             | 504.2 (19.85)             | 451.2 (17.76)             | 296.6 (11.68)             | 148.8 (5.86)              | 78.7 (3.10)               | 2٬574٫4 (101.35)          |
| متوسط الأيام الممطرة (≥ 0.1 mm)   | 4                         | 3                         | 4                         | 5                         | 12                        | 18                        | 22                        | 23                        | 22                        | 18                        | 14                        | 8                         | 153                       |
| متوسط الرطوبة النسبية (%)         | 70                        | 66                        | 63                        | 67                        | 72                        | 79                        | 84                        | 86                        | 83                        | 80                        | 77                        | 75                        | 74                        |
| المصدر: PAGASA                    |                           |                           |                           |                           |                           |                           |                           |                           |                           |                           |                           |                           |                           |

## توأمة
لكيزون (مدينة) اتفاقيات توأمة مع كل من:
- تايبيه (1968 - )
- دالي سيتي
- تشيبا
- شنيانغ

## أعلام
- كوكو مارتن
- مارس روكساس
- إميليو أغينالدو
- فرناندو بو
- غابرييل إيلورد
- ريغي لي
- جولي آن سان جوزيه
- البيديو كويرينو
- نادين لوستر
- كارلوس بولستيكو غارسيا